# Оскар (кинопремия, 1994)
66-я церемония награждения премии «Оскар» за заслуги в области кинематографа за 1993 год состоялась 21 марта 1994 года в зале Dorothy Chandler Pavilion в Лос-Анджелесе. Это шоу стало первым, в котором ведущей была афроамериканка — Вупи Голдберг. Она сменила ведущего четырёх предыдущих церемоний Билли Кристала.
Наибольшего успеха достиг фильм «Список Шиндлера», выигравший семь «Оскаров» при двенадцати номинациях.
Одиннадцатилетняя Анна Пэкуин, благодаря победе в номинации «Лучшая женская роль второго плана» (за фильм «Пианино»), стала второй в списке самых молодых актрис-лауреатов кинопремии в состязательной категории, первое место в котором занимает Татум О’Нил, получившая «Оскар» в десять лет.

## Фотогалерея

### Ведущая
| - Вупи Голдберг |

### Лучшая режиссёрская работа
| Лауреат                             | Номинанты |
| ----------------------------------- | --- |
| - Стивен Спилберг «Список Шиндлера» | - Джейн Кэмпион «Пианино» - Роберт Олтмен «Короткие истории» - Джим Шеридан «Во имя отца» - Джеймс Айвори «Остаток дня» |

### Лучший актёр
| Лауреат                   | Номинанты |
| ------------------------- | --- |
| - Том Хэнкс «Филадельфия» | - Дэниел Дэй-Льюис «Во имя отца» - Энтони Хопкинс «Остаток дня» - Лиам Нисон «Список Шиндлера» - Лоренс Фишберн «На что способна любовь» |

### Лучшая актриса
| Лауреат                  | Номинанты |
| ------------------------ | --- |
| - Холли Хантер «Пианино» | - Анджела Бассетт «На что способна любовь» - Эмма Томпсон «Остаток дня» - Дебра Уингер «Страна теней» - Стокард Чэннинг «Шесть степеней отчуждения» |

### Лучший актёр второго плана
| Лауреат                   | Номинанты |
| ------------------------- | --- |
| - Томми Ли Джонс «Беглец» | - Джон Малкович «На линии огня» - Пит Постлетуэйт «Во имя отца» - Леонардо Ди Каприо «Что гложет Гилберта Грэйпа» - Рэйф Файнс «Список Шиндлера» |

### Лучшая актриса второго плана
| Лауреат                 | Номинанты |
| ----------------------- | --- |
| - Анна Пэкуин «Пианино» | - Холли Хантер «Фирма» - Рози Перес «Бесстрашный» - Вайнона Райдер «Эпоха невинности» - Эмма Томпсон «Во имя отца» |

## Список лауреатов и номинантов
Здесь приведён полный список номинантов.
"Общее число номинации/число наград"
- 12/7:«Список Шиндлера»
- 8/3:«Пианино»
- 3/3:«Парк юрского периода»
- 5/2:«Филадельфия»
- 7/1:«Беглец»
- 5/1:«Эпоха невинности»
- 1/1:«Изящная эпоха»
- 1/1:«Миссис Даутфайр»
- 8/0:«Остаток дня»
- 7/0:«Во имя отца»
- 3/0:«Скалолаз»
- 3/0:«На линии огня»
- 2/0:«Фирма»
- 2/0:«Прощай,моя наложница»
- 2/0:«Орландо»
- 2/0:«Неспящие в Сиэтле»
- 2/0:«Страна теней»
- 2/0:«На что способна любовь»

### Основные награды
• Победители выделены отдельным цветом. 
| Категории                         | Лауреаты и номинанты                                                               |
| --------------------------------- | ---------------------------------------------------------------------------------- |
| Лучший фильм                      | • Список Шиндлера (продюсеры: Стивен Спилберг, Джералд Р. Молен и Бранко Лустиг)   |
| Лучший фильм                      | • Беглец (продюсер: Арнольд Копельсон)                                             |
| Лучший фильм                      | • Во имя отца (продюсер: Джим Шеридан)                                             |
| Лучший фильм                      | • Пианино (продюсер: Джен Чэпман)                                                  |
| Лучший фильм                      | • Остаток дня (продюсеры: Майк Николс, Джон Калли и Исмаил Мерчант)                |
| Лучшая режиссёрская работа        | • Стивен Спилберг — «Список Шиндлера»                                              |
| Лучшая режиссёрская работа        | • Джим Шеридан — «Во имя отца»                                                     |
| Лучшая режиссёрская работа        | • Джейн Кэмпион — «Пианино»                                                        |
| Лучшая режиссёрская работа        | • Джеймс Айвори — «Остаток дня»                                                    |
| Лучшая режиссёрская работа        | • Роберт Олтмен — «Короткие истории»                                               |
| Лучший актёр                      | • Том Хэнкс — «Филадельфия»                                                        |
| Лучший актёр                      | • Дэниел Дэй-Льюис — «Во имя отца»                                                 |
| Лучший актёр                      | • Лоренс Фишберн — «На что способна любовь» (за роль Айка Тёрнера)                 |
| Лучший актёр                      | • Энтони Хопкинс — «Остаток дня»                                                   |
| Лучший актёр                      | • Лиам Нисон — «Список Шиндлера» (за роль Оскара Шиндлера)                         |
| Лучшая актриса                    | • Холли Хантер — «Пианино»                                                         |
| Лучшая актриса                    | • Анджела Бассетт — «На что способна любовь» (за роль Анны Мэй Буллок/Тины Тёрнер) |
| Лучшая актриса                    | • Стокард Чэннинг — «Шесть степеней отчуждения»                                    |
| Лучшая актриса                    | • Эмма Томпсон — «Остаток дня»                                                     |
| Лучшая актриса                    | • Дебра Уингер — «Страна теней»                                                    |
| Лучший актёр второго плана        | • Томми Ли Джонс — «Беглец»                                                        |
| Лучший актёр второго плана        | • Леонардо Ди Каприо — «Что гложет Гилберта Грэйпа»                                |
| Лучший актёр второго плана        | • Рэйф Файнс — «Список Шиндлера» (за роль Амона Гёта)                              |
| Лучший актёр второго плана        | • Джон Малкович — «На линии огня»                                                  |
| Лучший актёр второго плана        | • Пит Постлетуэйт — «Во имя отца»                                                  |
| Лучшая актриса второго плана      | • Анна Пэкуин — «Пианино»                                                          |
| Лучшая актриса второго плана      | • Холли Хантер — «Фирма»                                                           |
| Лучшая актриса второго плана      | • Рози Перес — «Бесстрашный»                                                       |
| Лучшая актриса второго плана      | • Вайнона Райдер — «Эпоха невинности»                                              |
| Лучшая актриса второго плана      | • Эмма Томпсон — «Во имя отца»                                                     |
| Лучший оригинальный сценарий      | • «Пианино» — Джейн Кэмпион                                                        |
| Лучший оригинальный сценарий      | • «Дэйв» — Гэри Росс                                                               |
| Лучший оригинальный сценарий      | • «На линии огня» — Джефф Магуайр                                                  |
| Лучший оригинальный сценарий      | • «Филадельфия» — Рон Нисуонер                                                     |
| Лучший оригинальный сценарий      | • «Неспящие в Сиэтле» — Нора Эфрон, Дэвид Уорд, Джефф Арч                          |
| Лучший адаптированный сценарий    | • «Список Шиндлера» — Стивен Заиллян                                               |
| Лучший адаптированный сценарий    | • «Эпоха невинности» — Джей Кокс, Мартин Скорсезе                                  |
| Лучший адаптированный сценарий    | • «Во имя отца» — Терри Джордж ,Джим Шеридан                                       |
| Лучший адаптированный сценарий    | • «Остаток дня» — Рут Правер Джабвала                                              |
| Лучший адаптированный сценарий    | • «Страна теней» — Уильям Николсон                                                 |
| Лучший фильм на иностранном языке | • Изящная эпоха / Belle Époque (Испания) реж. Фернандо Труэба                      |
| Лучший фильм на иностранном языке | • Прощай, моя наложница / 霸王別姬 (Гонконг) реж. Чэнь Кайгэ                       |
| Лучший фильм на иностранном языке | • Хэдд Вин / Hedd Wyn (Великобритания) реж. Пол Тёрнер                             |
| Лучший фильм на иностранном языке | • Аромат зелёной папайи / Mùi đu đủ xanh (Вьетнам) реж. Чан Ань Хунг               |
| Лучший фильм на иностранном языке | • Свадебный банкет / 喜宴 (Тайвань) реж. Энг Ли                                    |

### Другие категории
| Категории                                    | Лауреаты и номинанты                                                                                       | Лауреаты и номинанты |
| -------------------------------------------- | --- | -------------------- |
| Лучшая музыка к фильму                       | • «Список Шиндлера» — Джон Уильямс                                                                         |                      |
| Лучшая музыка к фильму                       | • «Эпоха невинности» — Элмер Бернстайн                                                                     |                      |
| Лучшая музыка к фильму                       | • «Фирма» — Дэйв Грузин                                                                                    |                      |
| Лучшая музыка к фильму                       | • «Беглец» — Джеймс Ньютон Ховард                                                                          |                      |
| Лучшая музыка к фильму                       | • «Остаток дня» — Ричард Роббинс                                                                           |                      |
| Лучшая песня к фильму                        | • Streets of Philadelphia — «Филадельфия» (музыка и слова: Брюс Спрингстин)                                |                      |
| Лучшая песня к фильму                        | • Again — «Поэтичная Джастис» (музыка и слова: Джанет Джексон, Джеймс Харрис III, Терри Льюис)             |                      |
| Лучшая песня к фильму                        | • The Day I Fall in Love — «Бетховен 2» (музыка и слова: Кэрол Байер Сейджер, Джеймс Ингрэм, Клиф Магнесс) |                      |
| Лучшая песня к фильму                        | • Philadelphia — «Филадельфия» (музыка и слова: Нил Янг)                                                   |                      |
| Лучшая песня к фильму                        | • A Wink and a Smile — «Неспящие в Сиэтле» (музыка: Марк Шейман, слова: Рэмси МакЛин)                      |                      |
| Лучший монтаж                                | • «Список Шиндлера» — Майкл Кан                                                                            |                      |
| Лучший монтаж                                | • «Беглец» — Деннис Вирклер, Дэвид Финфер, Дин Гудхилл, Дон Брошу, Ричард Норд, Дов Хениг                  |                      |
| Лучший монтаж                                | • «На линии огня» — Энн Коутс                                                                              |                      |
| Лучший монтаж                                | • «Во имя отца» — Джерри Хэмблинг                                                                          |                      |
| Лучший монтаж                                | • «Пианино» — Вероника Дженет                                                                              |                      |
| Лучшая операторская работа                   | • «Список Шиндлера» — Януш Камински                                                                        |                      |
| Лучшая операторская работа                   | • «Прощай, моя наложница» — Гу Чанвэй                                                                      |                      |
| Лучшая операторская работа                   | • «Беглец» — Майкл Чэпмен                                                                                  |                      |
| Лучшая операторская работа                   | • «Пианино» — Стюарт Драйбёрг                                                                              |                      |
| Лучшая операторская работа                   | • «В поисках Бобби Фишера» — Конрад Холл                                                                   |                      |
| Лучшая работа художника                      | • «Список Шиндлера» — Аллен Старский (постановщик), Ева Браун (декоратор)                                  |                      |
| Лучшая работа художника                      | • «Семейные ценности Аддамсов» — Кен Адам (постановщик), Марвин Марч (декоратор)                           |                      |
| Лучшая работа художника                      | • «Эпоха невинности» — Данте Ферретти (постановщик), Роберт Дж. Франко (декоратор)                         |                      |
| Лучшая работа художника                      | • «Орландо» — Бен ван Ос, Ян Роэлфс (постановщики)                                                         |                      |
| Лучшая работа художника                      | • «Остаток дня» — Лучана Арриги (постановщик), Ян Уиттакер (декоратор)                                     |                      |
| Лучший дизайн костюмов                       | • «Эпоха невинности» — Габриэлла Пескуччи                                                                  |                      |
| Лучший дизайн костюмов                       | • «Орландо» — Сэнди Пауэлл                                                                                 |                      |
| Лучший дизайн костюмов                       | • «Пианино» — Джанет Паттерсон                                                                             |                      |
| Лучший дизайн костюмов                       | • «Остаток дня» — Дженни Беван, Джон Брайт                                                                 |                      |
| Лучший дизайн костюмов                       | • «Список Шиндлера» — Анна Б. Шеппард                                                                      |                      |
| Лучший звук                                  | • «Парк юрского периода» — Гери Саммерс, Гэри Райдстром, Шон Мёрфи, Рон Джадкинс                           |                      |
| Лучший звук                                  | • «Скалолаз» — Майкл Минклер, Боб Бимер, Тим Куни                                                          |                      |
| Лучший звук                                  | • «Беглец» — Дональд Митчелл, Майкл Хербик, Фрэнк Монтаньо, Скотт Д. Смит                                  |                      |
| Лучший звук                                  | • «Джеронимо: Американская легенда» — Крис Карпентер, Дуг Хемфилл, Билл Бентон, Ли Орлофф                  |                      |
| Лучший звук                                  | • «Список Шиндлера» — Энди Нельсон, Стив Педерсон, Скотт Миллан, Рон Джадкинс                              |                      |
| Лучший монтаж звуковых эффектов              | • «Парк юрского периода» — Гэри Райдстром, Ричард Химнс                                                    |                      |
| Лучший монтаж звуковых эффектов              | • «Скалолаз» — Уайли Стэйтмэн, Грегг Бэкстер                                                               |                      |
| Лучший монтаж звуковых эффектов              | • «Беглец» — Джон Левек, Брюс Стэмблер                                                                     |                      |
| Лучшие визуальные эффекты                    | • «Парк юрского периода» — Деннис Мьюрен, Стэн Уинстон, Фил Типпетт и Майкл Лантьери                       |                      |
| Лучшие визуальные эффекты                    | • «Скалолаз» — Нил Крепела, Джон Ричардсон, Джон Бруно и Памела Изли                                       |                      |
| Лучшие визуальные эффекты                    | • «Кошмар перед Рождеством» — Пит Козачик, Эрик Литон, Ариэль Веласко-Шо, Гордон Бейкер                    |                      |
| Лучший грим                                  | • «Миссис Даутфайр» — Грег Кэнном, Ве Нилл, Йоланда Туссьенг                                               |                      |
| Лучший грим                                  | • «Филадельфия» — Карл Фаллертон, Алан Д’Анджерио                                                          |                      |
| Лучший грим                                  | • «Список Шиндлера» — Кристина Смит, Мэттью Мангл, Джуди Коури                                             |                      |
| Лучший документальный полнометражный фильм   | • «Я обещаю: Дети из Стэнтонской начальной школы» (Сьюзэн Рэймонд, Алан Рэймонд)                           |                      |
| Лучший документальный полнометражный фильм   | • «Записи доктора Питера» (Дэвид Паперный, Артур Гинсберг)                                                 |                      |
| Лучший документальный полнометражный фильм   | • «Детская судьба: Жизнь и смерть в сицилийской семье» (Сьюзэн Тодд, Эндрю Янг)                            |                      |
| Лучший документальный полнометражный фильм   | • «Для улучшения и наоборот» (Дэвид Колье, Бетси Томпсон)                                                  |                      |
| Лучший документальный полнометражный фильм   | • «Военная комната» (Д. А. Пеннебейкер, Крис Хегедус)                                                      |                      |
| Лучший документальный короткометражный фильм | • «Защищая наши жизни» (Маргарет Лазарус, Реннер Вундерлих)                                                |                      |
| Лучший документальный короткометражный фильм | • «Кровавые узы: Жизнь и работа Салли Манн» (Стивен Кантор, Питер Спирер)                                  |                      |
| Лучший документальный короткометражный фильм | • «Цыплята в белом атласе» (Илэйн Холлиман, Джейсон Шнайдер)                                               |                      |
| Лучший игровой короткометражный фильм        | • «Безбилетник» (Пепе Данкарт)                                                                             |                      |
| Лучший игровой короткометражный фильм        | • «Вниз по течению» (Стэйси Тайтл, Джонатан Пеннер)                                                        |                      |
| Лучший игровой короткометражный фильм        | • «Голландский мастер» (Сьюзен Зейделман, Джонатан Бретт)                                                  |                      |
| Лучший игровой короткометражный фильм        | • «Партнёры» (Питер Уэллер, Яна Сью Мемел)                                                                 |                      |
| Лучший игровой короткометражный фильм        | • «Скряга» (Дидье Фламан)                                                                                  |                      |
| Лучший анимационный короткометражный фильм   | • «Невероятные приключения Уоллеса и Громита: Неправильные штаны» (Ник Парк)                               |                      |
| Лучший анимационный короткометражный фильм   | • «Блиндскейп» (Стефен Палмер)                                                                             |                      |
| Лучший анимационный короткометражный фильм   | • «Могучая река» (Фредерик Бак, Юбер Тисон)                                                                |                      |
| Лучший анимационный короткометражный фильм   | • «Небольшой разговор» (Боб Годфри, Кевин Болдуин)                                                         |                      |
| Лучший анимационный короткометражный фильм   | • «Деревня» (Марк Бейкер)                                                                                  |                      |

### Специальные награды
| Награда                                                         | Лауреаты   | Лауреаты                                                              |
| --------------------------------------------------------------- | ---------- | --------------------------------------------------------------------- |
| Премия за выдающиеся заслуги в кинематографе (Почётный «Оскар») |            | • Дебора Керр — в знак признательности за изысканные и красивые роли. |
| Награда имени Джина Хершолта                                    | Пол Ньюман | • Пол Ньюман                                                          |